# Rap Songs
Rap Songs (prije poznato kao Hot Rap Tracks i Hot Rap Singles) je top ljestvica koja se obnavlja svaki tjedan u Sjedinjenim Američkim Državama preko glavne ljestvice Billboard. Ljestvica sadrži najboljih 25 hip hop i rap singlova. Od 1989. do 2001. godine, ljestvica je bila bazirana na tome koliko je neki singl bio prodan u tjednu. Najviše tjedana na broju jedan bila je pjesma Missy Elliott "Hot Boyz". Na broju jedan singl je bio 16 tjedana, od prosinca 1999. do ožujka 2000. godine.

## Poveznice
- Billboard
- Top Rap Albums
- Hot R&B/Hip-Hop Songs

## Vanjske poveznice
- Trenutna ljestvica Rap Songs